# Le Violoncelliste
Le Violoncelliste (ou Portrait de Schneklud ) est une peinture à l'huile réalisée par Paul Gauguin et qui est conservée au Musée d'Art de Baltimore.
Paul Gauguin a peint Fritz Schneklud, un ami et musicien professionnel, un violoncelliste, en 1894,.